# 4-Nitrobenzoesäure
Die 4-Nitrobenzoesäure ist eine organisch chemische Verbindung und zählt zu den Aromaten. Die Struktur besteht aus einem Benzolring mit angefügter Carboxygruppe (–COOH) und Nitrogruppe (–NO2) als Substituenten. Sie leitet sich sowohl von der Benzoesäure als auch vom Nitrobenzol ab und gehört zur Stoffgruppe der Nitrobenzoesäuren. Die 4-Nitrobenzoesäure findet vor allem Verwendung in der Analyse organischer Substanzen.

## Darstellung
4-Nitrotoluol wird mit Natriumdichromat in Gegenwart von konzentrierter Schwefelsäure zur 4-Nitrobenzoesäure oxidiert.

## Eigenschaften
Die 4-Nitrobenzoesäure ist ein gelblich kristalliner Feststoff. Sie weist aufgrund des −M-Effekts der Nitrogruppe eine höhere Acidität im Vergleich zur Benzoesäure auf. Der pKs-Wert mit 3,42 ist daher entsprechend niedriger (Benzoesäure: 4,20).
Die mittels DSC bestimmte Zersetzungswärme beträgt −373 kJ·mol−1 bzw. −2234 kJ·kg−1.

## Verwendung
Die 4-Nitrobenzoesäure findet vor allem Verwendung in der Analyse organischer Substanzen durch Derivatisierung. Flüssige Substanzen oder solche mit niedrigem Schmelzpunkt werden dazu in leicht kristallisierende Derivate umgewandelt: Alkohole können beispielsweise durch die Messung der Schmelzpunkte ihrer Ester der 4-Nitrobenzoesäure oder der 3,5-Dinitrobenzoesäure identifiziert werden. Hierzu wird die zu analysierende Substanz mit 4-Nitrobenzoesäure in Gegenwart geringer Mengen Schwefelsäure umgesetzt.
Die Schmelzpunkte dieser Derivate sind in der Regel scharf. Diese Umsetzung ist auch für zahlreiche Amine geeignet.
Die Derivate der 3,5-Dinitrobenzoesäure besitzen in der Regel höhere Schmelzpunkte als die der 4-Nitrobenzoesäure. Sie werden dann bevorzugt gewählt, wenn der Schmelzpunkt mit der 4-Nitrobenzoesäure zu niedrig ist und keine genaue Bestimmung mehr möglich wird.
Ist die fragliche Substanz empfindlicher, so erfolgt stattdessen die direkte Umsetzung mit dem entsprechenden Säurechlorid, dem 4-Nitrobenzoylchlorid. Auf diese Weise sind z. B. auch Derivate der Aminosäuren zugänglich.